# Teenage Bad Girl
Teenage Bad Girl ist ein aus Guillaume Manbell und Greg Kazubski bestehendes französisches DJ-Duo.

## Geschichte
Im Jahr 2005 beschloss Guillaume Manbell die Musik, die er in den Jahren zuvor geschrieben und komponiert hatte, bei seinem neu gegründeten Label "Archibell Records" zu veröffentlichen. Daraus ging die erste Single-Veröffentlichung It's Been Too Long mit vier Tracks hervor. Wenig später lernte er über das Internet Greg Kazubski kennen, mit dem er seine Ideen austauschten konnte. Nur wenig später tauschten sie auch Musik aus und das war dann auch der Anfang des gemeinsamen Schaffens. Im gleichen Jahr remixte Kazubski einen Track von Manbell, der ebenfalls mit dem Titel It's Been Too Long erschien. Auf der Single befand sich außerdem ein zweiter Remix von Psychedelic.
Nachdem einige Zeit ohne Neuerscheinungen vergangen war, gaben sie sich, inspiriert durch einen Film, den Namen Teenage Bad Girl. Ihr erstes gemeinsames Projekt war ein Remix des bekannten "I Don't Feel Like Dancing" von den Scissor Sisters, das ein großer Erfolg für das Duo wurde. Auch die ersten beiden Eigenkreationen "Hands of a Stranger" und "Ghost House", die bei Archibell Records veröffentlicht wurden, waren sehr erfolgreich.
Von ihrem Erfolg beeindruckt, meldete sich das Label "Citizen Records" bei den beiden und bat sie, ihr erstes Album zu veröffentlichen. Nur wenige Wochen später wurde "Cocotte" mit insgesamt 14 Tracks und einer gleichnamigen Single fertiggestellt. Zu den bekanntesten Werken des Duos zählen die Remixe von Goose, Boys Noize, Chromeo und Felix Da Housecat.

## Diskografie

### Alben
- Cocotte (2007, Citizen Records)
- Cocotte 2.0 (2007, Citizen Records)
- Backwash (2011, Citizen Records)

### Singles
- Alyoa - It's Been Too Long (2005, Archibell Records)
- Alyoa - It's Been Too Long (2005, Archibell Records)
- Hands of a Stranger (2006, Archibell Records)
- Cocotte (2007, Citizen Records)
- Hands of a Stranger (2007, Citizen Records)
- Kazyo - Teenage Bad Girl IS Dead (2008, Archibell Records)

### Remixes
| Künstler          | Titel                       | Label                |
| ----------------- | --------------------------- | -------------------- |
| Felix Da Housecat | "Like Something 4 Porno!"   | PIAS Benelux         |
| Goose             | "Bring It On"               | Skint                |
| Scissor Sisters   | "I Don't Feel Like Dancin'" | Net's Work Italy     |
| Boys Noize        | "& Down"                    | Boysnoize Records    |
| Chromeo           | "Needy Girl"                | Back Yard Recordings |